# John Baptist Tseng Chien-tsi
John Baptist Tseng Chien-tsi (chiń. 曾建次; pinyin Zēng Jiàncì; ur. 11 grudnia 1942 w Zhiben) – tajwański duchowny rzymskokatolicki, w latach 1998–2017 biskup pomocniczy Hualian.

## Życiorys
Święcenia kapłańskie przyjął 21 marca 1972. 22 maja 1998 został prekonizowany biskupem pomocniczym Hualian. Sakrę biskupią otrzymał 29 sierpnia 1998. 11 grudnia 2017 przeszedł na emeryturę.